# Vedguldsteklar
Vedguldsteklar (Trichrysis) är ett släkte av insekter i familjen guldsteklar (Chrysididae). Släktet består av tre arter.

## Arter
- Trichrysis baratzensis  Strumia, 2010
- Trichrysis cyanea (tretandad guldstekel)  (Linnaeus, 1758)
- Trichrysis lacerta  (Semenov, 1954)